# 大湾城遗址
40°31′58.1″N 99°50′54.7″E / 40.532806°N 99.848528°E
大湾城遗址，位于中国甘肃省金塔县，为一个省级文物保护单位，类型为古遗址。為漢代張掖郡肩水都尉駐地。大湾城由东大湾城、西大湾城组成。
大湾城遗址的历史年代为汉代。